# Turniansky hradný vrch
Turniansky hradný vrch je národní přírodní rezervace v oblasti Slovenský kras.
Nachází se v katastrálním území obce Turňa nad Bodvou v okrese Košice-okolí v Košickém kraji. Území bylo vyhlášeno či novelizováno v roce 1964 na rozloze 13,79 ha. Ochranné pásmo nebylo stanoveno.